# آلبرت سارگسیان
آلبرت الواردیکی سارگسیان (ارمنی: Ալբերտ Էլվադիկի Սարգսյան؛ زادهٔ ۱۵ مهٔ ۱۹۷۵ در نعلچیک) یک بازیکن فوتبال در پست هافبک اهل ارمنستان است.

## باشگاهی
از باشگاه‌هایی که در آن بازی کرده‌است می‌توان به اسپارتاک نالچیک، لوکوموتیو مسکو، آرسنال کیف، اسپارتاک ولادی‌قفقاز، آمکار پرم، ترک گروزنی، نیکا مسکو و کازانکا مسکو اشاره کرد.

## تیم ملی
وی همچنین در تیم ملی فوتبال ارمنستان بازی کرده‌است. سارگسیان نخستین بازی ملی خود را که در چهارچوب مرحله مقدماتی جام جهانی فوتبال ۱۹۹۸ بود در ۷ مه ۱۹۹۷ در ایروان در مقابل اوکراین انجام داده‌است.

### آمارهای تیم ملی
| تیم ملی فوتبال ارمنستان | تیم ملی فوتبال ارمنستان | تیم ملی فوتبال ارمنستان |
| سال                     | حضورها                  | گل‌ها                    |
| ----------------------- | ----------------------- | ----------------------- |
| ۱۹۹۷                    | ۵                       | ۰                       |
| ۱۹۹۸                    | ۳                       | ۰                       |
| ۱۹۹۹                    | ۶                       | ۰                       |
| ۲۰۰۰                    | ۱                       | ۰                       |
| ۲۰۰۱                    | ۵                       | ۰                       |
| ۲۰۰۲                    | ۳                       | ۱                       |
| ۲۰۰۳                    | ۵                       | ۲                       |
| ۲۰۰۴                    | ۴                       | ۰                       |
| ۲۰۰۵                    | ۱                       | ۰                       |
| مجموع                   | ۳۳                      | ۳                       |

## گل‌های بین‌المللی
| #  | تاریخ          | ورزشگاه  | حریف    | گل زده | نتیجه | رقابت                               |
| -- | -------------- | -------- | ------- | ------ | ----- | ----------------------------------- |
| ۱  | ۷ سپتامبر ۲۰۰۲ | ارمنستان | اوکراین | ۲-۲    | تساوی | مرحله مقدماتی جام ملت‌های اروپا ۲۰۰۴ |
| 2. | ۷ ژوئن ۲۰۰۳    | اوکراین  | اوکراین | ۳-۴    | باخت  | مرحله مقدماتی جام ملت‌های اروپا ۲۰۰۴ |
| ۳. | ۷ ژوئن ۲۰۰۳    | اوکراین  | اوکراین | ۳-۴    | باخت  | مرحله مقدماتی جام ملت‌های اروپا ۲۰۰۴ |

## دستاوردها
- جام حذفی قزاقستان ۲۰۰۹